# Christian Baier
Christian Baier (* 1963 in Wien) ist ein österreichischer Schriftsteller, Dramatiker, Librettist, Musiktheaterdramaturg und Musikjournalist.

## Leben
Christian Baier absolvierte ein Studium der Musikwissenschaft und Germanistik an der Universität Wien und promovierte mit einer Dissertation über den österreichischen Komponisten Fritz Egon Pamer.
Von 1988 bis 1994 war er Chefredakteur der Österreichischen Musikzeitschrift. Er war journalistisch für Fachmagazine in Österreich, Deutschland, Frankreich, Bulgarien und der ehemaligen Sowjetunion tätig. Er arbeitete eng mit den Musikfestivals Wien Modern, Hörgänge und Wiener Musikgalerie sowie mit dem ORF zusammen. In den Jahren von 1994 bis 2001 war er Musiktheaterdramaturg der Wiener Festwochen.
Danach wechselte Baier als leitender Musiktheaterdramaturg an die Wuppertaler Bühnen und war in der Spielzeit 2005/2006 Produktionsdramaturg der Inszenierung Fragmente an der Deutschen Oper Berlin.
Im Jahr 1996 gründete Baier das erste deutschsprachige Migranten-Theater Österreichs, Die Menschenbühne, das sich der Entdeckung unbekannter Gegenwartsautoren und der Entwicklung polykultureller Theaterformen widmete und im Jahr 2006 der Wiener Theaterreform zum Opfer fiel.
Von 2006 bis 2008 war er Chefdramaturg des Musiktheaters am Theater Dortmund, von 2008 bis 2011 Künstlerischer Produktionsleiter in der Intendanz der Deutschen Oper Berlin. Von 2011 bis 2022 war Baier Chefdramaturg des Ballett Dortmund. Von 2012 bis 2016 leitete er zusammen mit Axel Baisch die Internationalen Gluck Festspiele Nürnberg.
Gastdramaturgien führten ihn u. a. an das Theater an der Wien, an die Semperoper in Dresden, an das Linzer Landestheater, das Musiktheater im Revier, ans MÜPA Budapest und ans Hongkong Ballet.
Christian Baier arbeitete mit Hans Neuenfels, Achim Freyer, Luc Bondy, Jürgen Flimm, Klaus Michael Grüber, Sebastian Hirn, Roland Schwab, Aniara Amos, Wang Xinpeng, Jakob Peters-Messer, Philipp Stölzl, Kirsten Harms, Katharina Thalbach und Christine Mielitz zusammen. Er betreute dramaturgisch u. a. Uraufführungen von Adriana Hölszky Die Wände, Olga Neuwirth Bählamms Fest, Christian Ofenbauer Penthisileia, Kurt Schwertsik Katzelmacher, Karl-Wieland Kurz Gute Miene, böses Spiel, Peer Raben Lausekerl und Schwindelfinger, Franz Koglmann O Moon My Pin-Up, Fear Death by Water und Lera Auerbach Gogol.
Im Jahr 2002 zeichnete er für den Orpheus-Zyklus der Wuppertaler Bühnen verantwortlich und sorgte für die szenische Erstaufführung der fragmentarischen Oper The Indian Queen von Henry Purcell, 2003 für die Wiederentdeckung der Oper Orfeo von Luigi Rossi in einer Inszenierung mit Michael Simon. Fast 300 Jahre nach der Uraufführung initiierte er die szenische Wiederaufführung der Oper Siroe von Georg Friedrich Händel in der Inszenierung von Sebastian Hirn in Götzis/Vorarlberg. Ein Jahr später betreute er die Aufführung von Der Ring des Nibelungen in einer Inszenierung von Christine Mielitz in Dortmund.
Gemeinsam mit dem Choreographen Wang Xinpeng gestaltete er die Ballettproduktionen Mein Bach (2006), Manon Lescaut (2007), Raum X (2007), Romeo und Julia. Die Geburt der Sehnsucht" (2007) sowie Krieg und Frieden (2008), Le Sacre du printemps (2009), The Last Future, element x und H.A.M.L.E.T. – Die Geburt des Zorns (alle drei 2010) sowie Fantasia – Erwache in deinem Traum (2011), Schwanensee (2012) und Full Moon No Constancy (2013) am Opernhaus Dortmund, Der Traum der roten Kammer (2012/13) am National Ballet of Hongkong sowie Geschichten aus dem Wiener Wald, Orpheus, Zauberberg (alle 2014) und Faust I – Gewissen! und Faust II – Erlösung! (beide 2016) sowie Die göttliche Komödie (drei Teile, 2018–2022). Gemeinsam mit Wang Xinpeng und Sebastian Hirn initiierte er in Dortmund 2008 die erste szenisch-choreographische Aufführung von frühen Kantaten Georg Friedrich Händels Delirio amoroso.
In der Saison 2018/19 betreute er als Dramaturg am MÜPA Budapest die analog-digitale Realisierung von Der Ring des Nibelungen in der Inszenierung von Hartmut Schörghofer. 2019 initiierte er am Theater Dortmund gemeinsam mit der Schweizer Filmemacherin Nicole Aebersold das intermediale Ballett Fluid housing, in dem analoges Tanzgeschehen und digitale Bühnenarchitektur miteinander verbunden sind.
Seit 2024 ist er Intendant des Festival Retz.
Baier verfasste Studien über Minimal Music, Stummfilmmusik, Musikästhetik, Musiktheater, Crossover, die Wiener Schule, die Entwicklung der Dodekaphonie (Zwölfton-Technik) und zeitgenössische Komponisten wie Franz Koglmann, Olga Neuwirth, Karlheinz Essl, Shih, Peter Ablinger, Francis Burt, Marcel Rubin und Gerhard Lampersberg.

## Publikationen

### Romane
- Joseph. Ein deutsches Schicksal. Verlag Der Apfel, Wien 2001.
- Romantiker. Roman. Edition Splitter, Wien 2006.
- Panzerschlacht. Roman. Edition Splitter, Wien 2008.
- Die Wiedergänger. Roman. Luzifer Verlag, Bochum 2014. ISBN 978-3-943408-17-1

### Herausgeber
- Leidenschafften. Eine Anthologie. Edition Splitter, Wien 2006.
- Pedanten und Chaoten. Eine Anthologie. Edition Splitter, Wien 2007.
- Stehlen und Rauben. Eine Anthologie. Edition Splitter, Wien 2008.
- Schlager und Treffer. Eine Anthologie. Edition Splitter, Wien 2009.
- Handicap – Schicksal und Chance. Eine Anthologie. Edition Splitter, Wien 2011.
- Xin Peng Wang, eine Werkschau. Mit Fotografien von Maria-Helena Buckley, Thomas M. Jauk, Bettina Stöß u. a., Beiträge von Christian Baier, Tobias Ehinger, Rebecca Schönsee und Dorion Weickmann. 96 Seiten, 90 Abbildungen, Japan-Bindung, Dortmund 2012.

### Theaterstücke
Alle erschienen bei Stückgut Verlag, München
- The Indian Queen (Musik: Henry Purcell, UA: Wuppertal 2002, Inszenierung: Elisabeth Schafheutle)
- Die Farbe der Zeit (UA: Wien 2003, Inszenierung: Sebastian Hirn)
- Gegenüber (UA: Wien 2005, Inszenierung: Sebastian Hirn)
- Wer andern eine Geige klaut (UA: Dortmund 2006, Inszenierung: Christine Mielitz)
- Wer andern nach der Pfeife tanzt (UA: Dortmund 2008, Inszenierung: Solveij Bauer)

### Libretti
CD-Aufnahmen der Werke erschienen bei: Between the Lines und HatHut-Records
- O Moon My Pin Up. Cantata (Musik: Franz Koglmann, UA: Wien 1998, Wiener Konzerthaus)
- Fear Death by Water. A Beach Opera (Musik: Franz Koglmann, Inszenierung: Michael Scheidl, UA: Wien 2003, Museumsquartier, Halle E)
- Let’s Make Love (Musik: Franz Koglmann, UA: Wien 2005)

Wissenschaftliche Publikationen
- Repetitive Musik. Geschichte und Ästhetik der Minimal Music seit 1960. In: ÖMZ, 9/1989
- Fritz Heinrich Klein. Der Mutterakkord im Schaffen Alban Bergs. In: ÖMZ, 12/1989
- Der visuelle Ton. Der Filmmusikkomponist Edmund Meisel. In: Neue Zeitschrift für Musik, Mainz, Juni 1995
- Der Satzbau zu Babel. Zur sprachlichen Selbst-Vereinheitlichung der Musik im 20. Jahrhundert. In: ton. Zeitschrift der IGNM, Oktober 1997, Wien 1997
- Kontakt zum Rest der Welt. Zum Problem der Haltung in den Werken von Louis Andriessen und Frederic Rzewski. In: Programmheft, Hörgänge 97, Wr. Konzerthaus, Wien 1997
- Prozess und Konzept. Minimalismus und seine Rezeption in Europa. In: Almanach Wiener Musikgalerie, Festival „Icebreaker“, Wien 1999
- Dialog mit dem Kosmos. Praeludium und drei Fallstudien. In: Neue Zeitschrift für Musik, 6/2000, Mainz 2000
- Die Moderne aus der Verantwortung entlassen. Zum Stand der musikalischen Moderne in schwierigen Zeiten. In: Kunstpunkt. Zeitschrift der Musikhochschule Wien, Wien 2001
- Die endemische Moderne. Die Moderne in der Phase der sozialpolitischen Umorientierung. In: ÖMZ 6/01
- Arnold Schönberg: Serenade op. 24 (Analyse). In: Gerold Gruber (Hrsg.): Arnold Schönberg. Interpretationen seiner Werke. Laaber-Verlag 2002.
- Der Mikrokosmos der Gemeinheit. Zum Sprachlichen in Helmut Qualtingers Chansons. In: Helmut Qualtinger, hrsg. von Günter Krenn, Österreichisches Filmarchiv, Wien 2003
- Schweigen in der Verbannung. Zu Eric Zeisl. In: Neue Zeitschrift für Musik 5/2005, Mainz 2005
- Das Drama des Fragens. Zu Richard Wagners „Siegfried“. In: Programmheft „Siegfried“, Dortmund 2006
- Töchter und Söhne. Interfamiliäre Traditionsfortschreibung als Schicksal in „Götterdämmerung“. In: Programmheft „Götterdämmerung“, Dortmund 2007
- Der Rigoletto-Effekt. Über Fatum und Fatalität in „Rigoletto“. In: Programmheft „Rigoletto“, Dortmund 2007
- Zwischen Muspelheim und Nibelheim. Zur Begriffsdefinition von Chaos und Pedanterie. In: Batya Horn, Christian Baier (Hrsg.): Pedanten und Chaoten. Wien 2007.
- Biographie und Schicksal. Lebensdelirien bei Georg Friedrich Händel. In: Programmheft „Delirio amoroso“, Dortmund 2008
- Umeignung. Eigentumsdelikte im sozio-kulturellen Kontext. In: Batya Horn, Christian Baier (Hrsg.): Stehlen und Rauben. Wien 2008.